# تمييز في الأسعار

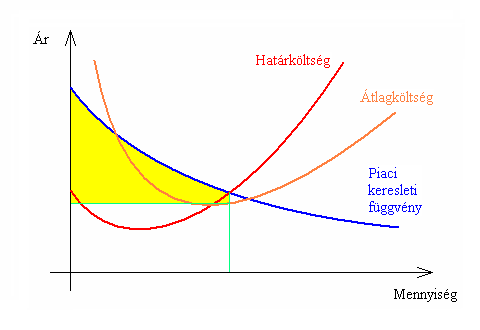
اختلاف اسعار المنتج

التمييز في الأسعار في الاقتصاد (بالإنجليزية: Price discrimination)‏ إستراتيجية تسعير في الاقتصاد الجزئي تُعامل فيها الجهة المقدمة ذاتها السلع أو الخدمات المتطابقة أو المتشابهة تشابهًا كبيرًا بأسعار متباينة في مختلف الأسواق. يختلف التمييز في الأسعار عن التفاضل بين المنتجات بالاختلاف الأكثر أهمية في التكلفة الإنتاجية للمنتجات المسعرة تسعيرًا مختلفًا والمعنية في الاستراتيجية المذكورة. يعتمد التمييز في الأسعار بصفة رئيسية على اختلاف استعداد العملاء للدفع ومرونة طلبهم. ويعوّل بطريقة مختلفة كليًا على قوة الاحتكار، التي تشمل الحصة في السوق، خصوصية المنتج، قوة التسعير الواحدة وما إلى ذلك.
يُستخدم اصطلاح التسعير التفاضلي أيضًا ليبين ممارسة فرض أسعار مختلفة على مشترين مختلفين بنفس جودة المنتج وكميته، ولكنه يشير أيضًا إلى مزيج من التمييز في الأسعار والتفاضل بين المنتجات. تستخدم اصطلاحات أخرى للإشارة إلى التمييز في الأسعار وتشمل التسعير العادل، التسعير التفضيلي، التسعير المزدوج، والتسعير المتدرج. يحظى تصنيف يرجع تاريخه إلى 1920 بقبول عام ضمن النطاق الأوسع للتمييز في الأسعار وهو:
- التسعير المخصص (أو التمييز في الأسعار من الدرجة الأولى) ـ البيع بسعر مختلف لكل زبون؛ يطلق عليه أيضا التسويق الشخصي. يسمى التجسيد الأمثل له التمييز في الأسعار المثالي ويضاعف إلى أقصى حد السعر الذي يكون كل زبون مستعدًا لدفعه.
- إصدار المنتج أو الإصدار فقط (أو التمييز في الأسعار من الدرجة الثانية) - تقديم خط إنتاج عن طريق ابتكار منتجات مختلفة قليلًا بهدف التمييز في الأسعار، بمعنى آخر تقديم خط إنتاج رأسي. تسعير اللائحة هو اسم آخر يطلق على الإصدار.[10][11]
- التسعير على أساس المجموعة (أو التمييز في الأسعار من الدرجة الثالثة) - تقسيم السوق إلى قطاعات وفرض سعر مختلف على كل قطاع (ولكنه نفس السعر لكل فرد في ذلك القطاع). يشكل في الأساس المنهج التقريبي التجريبي الذي يبسط المشكلة في وجه صعوبات التسعير المخصص. من بين الأمثلة النمطية حسومات الطلاب والحسومات الخاصة بكبار السن.[12][13]

## الأساس النظري
لا يمكن للتمييز في الأسعار في السوق النظري ذي المعلومات الكاملة، والبدائل الصحيحة، ومع عدم وجود تكاليف المعاملات أو الحظر المفروض على المقايضة الثانوية (أو إعادة البيع) لمنع المراجحة إلا أن يكون أحد سمات الأسواق الاحتكارية والخاضعة لاحتكار القلة، والتي يمكن أن يمارس فيها القوة السوقية. من ناحية أخرى، بمجرد أن يحاول البائع بيع السلعة ذاتها بأسعار متفاوتة، بوسع البائع بسعر أقل استخدام المراجحة عن طريق البيع للمستهلك الذي يشتري بالسعر الأعلى مع حسم بسيط. ومع ذلك، يمكن أن يسمح تغاير المنتج والأسواق الاحتكاكية أو التكاليف الثابتة المرتفعة (التي تجعل التسعير بالتكلفة الحدية غير قابل للاستدامة على المدى الطويل) بدرجة معينة من التسعير التفاضلي على اختلاف المستهلكين، حتى في أسواق التجارة بالتجزئة والأسواق الصناعية التنافسية كليًا.
إن آثار التمييز في الأسعار على الفعالية الاجتماعية مبهمة. يمكن أن يتوسع نطاق الناتج عندما يكون التمييز في الأسعار شديد الفعالية. حتى إذا بقي الناتج ثابتًا، بوسع التمييز في الأسعار الحد من الفعالية من خلال سوء تخصيص الناتج بين المستهلكين.
يتطلب التمييز في الأسعار تجزئة السوق وبعض الوسائل ليثني زبائن الحسومات من أن يصبحوا بائعين وبالتالي منافسين. يستوجب هذا الأمر عادة استعمال وسيلة أو أكثر لمنع أي إعادة بيع: الحفاظ على مجموعات الأسعار المختلفة منفصلة يجعل مقارنة الأسعار متعذرة، أو فرض قيود على معلومات الأسعار. يشار إلى الحد الذي يضعه المسوق ليبقي الأجزاء منفصلة بحاجز النسبة. وعليه فإن التمييز في الأسعار شائع جدًا في الخدمات التي يكون فيها إعادة البيع متعذرًا؛ حسومات الطلاب في المتاحف أحد الأمثلة على ذلك: نظريًا، قد يحصل الطلاب، نظرًا لأنهم طلاب، على أسعار أرخص من باقي السكان إزاء منتج أو خدمة معينة، ولن يصبحوا فيما بعد بائعين مرة ثانية له حيث أنه لا يمكنهم استخدام أو استهلاك ما حصلوا عليه مرة أخرى. وثمة نموذج آخر على التمييز في الأسعار هو الملكية الفكرية التي يفرضها القانون والتقنية. تقتضي القوانين في أسواق الـ DVD، مشغلات DVD تُصمم وتُقدم مع أجهزة حاسوبية وبرمجيات تمنع النسخ أو التشغيل الزهيد التكلفة لمحتوى ما ابتيع بطريقة قانونية في مكان آخر من العالم بسعر أقل. يتضمن قانون الألفية للملكية الرقمية في الولايات المتحدة أحكامًا تجرم التحايل على هذه الأجهزة لحماية المكاسب الاحتكارية المدعومة التي بوسع صاحب حقوق التأليف والنشر الحصول عليها من التمييز في الأسعار بدل القطاعات السوقية ذي الأسعار المرتفعة.
يمكن أن يلاحظ التمييز في الأسعار عند حل شرط تطابق البضائع. على سبيل المثال لدى ما يطلق عليه «المنتجات الفاخرة» (بما في ذلك المنتجات البسيطة نسبيًا، مثل الكابتشينو مقارنة مع القهوة العادية مع القشدة) تفاضلية في الأسعار لا تفسرها تكلفة الإنتاج. جادل بعض الاقتصاديون أنه أحد مظاهر التمييز في الأسعار الذي يمارس عن طريق إتاحة وسائل للمستهلكين من أجل الكشف عن استعدادهم للدفع.

### الدرجة الأولى
يتطلب ممارسة التمييز في الأسعار من الدرجة الأولى (أو التام أو الرئيسي) احتكار البائع سلعة أو خدمة لمعرفة الحد الأقصى المطلق للسعر (أو سعر الاحتياطي) الذي يرغب كل مستهلك بدفعه. يستطيع البائع عند معرفة سعر الاحتياطي بيع السلعة أو الخدمة لكل مستهلك بالحد الأقصى للسعر المستعد لدفعه، وبالتالي يحول فائض المستهلك إلى إيرادات، الأمر الذي يجعله الشكل الأكثر ربحًا في التمييز في الأسعار. وعليه يكون الربح مساويًا لمجموع فائض المستهلك وفائض المنتج. إن المستهلك الحدي هو من يساوي سعره الاحتياطي التكلفة الحدية للمنتج. وبذلك ينتج البائعون الكثير من منتجاتهم ما يفوق ما قد يجنوه من الأرباح الاحتكارية مع عدم وجود التمييز في الأسعار، وهذا يعني لا وجود لأي خسارة فادحة. يمكن ملاحظة أمثلة على ذلك في الأسواق حيث يقدم المستهلكون العطاءات ومع ذلك يمكن في هذه الحالة أن يحد التلاعب في العطاءات من الكفاءة السوقية.

### الدرجة الثانية
يتفاوت السعر في التمييز في الأسعار من الدرجة الثانية حسب الكمية المطلوبة. تتاح الكميات الكبيرة في سعر وحدة أقل. ينتشر ذلك بصفة خاصة في البيع للعملاء الصناعيين حيث يحظى المشترون للكميات الضخمة بالحسومات.
أضف أن البائعين في التمييز في الأسعار من الدرجة الثانية غير قادرين على تمييز الأنماط المختلفة للمستهلكين. بالتالي، سيقدم الموردون للمستهلكين حوافز ليميزوا أنفسهم وفقًا لأذواقهم، ويتم ذلك من خلال «الحسومات» على الكمية، أو التسعير غير الخطي. مما يتيح للمورد أن يضع أسعار متفاوتة للمجموعات مختلفة والاستحواذ على الحصة الأكبر من فائض إجمالي السوق.
في واقع الحال، قد يسري التسعير المغاير على أوجه الاختلاف في جودة المنتج إضافة إلى الكمية. مثلًا، غالبًا ما تقدم شركات الطيران درجات متعددة من المقاعد على الرحلات الجوية، مثل درجة الفئة الأولى والدرجة الاقتصادية، يحظى ركاب الدرجة الأولى على الخمر والبيرة والمشروبات الروحية مع تذاكرهم بينما يُقدم لركاب الدرجة الاقتصادية العصائر والمشروبات الغازية والماء فقط. هذه طريقة للتمييز بين المستهلكين بالاستناد إلى الميول، مما يتيح لشركات الطيران الاستحواذ على المزيد من فائض المستهلك.

### الدرجة الثالثة
يقصد بالدرجة الثالثة من التمييز في الأسعار فرض سعر مغاير على مجموعات المستهلكين المختلفة. على سبيل المثال، يمكن تقسيم المسافرين عبر السكك الحديدية والأنفاق (مترو الأنفاق) إلى المتنقلين يوميًا والمسافرين العاديين، ويمكن تقسيم رواد السينما إلى راشدين وأطفال، كما أن بعض المسارح تقدم حسومات للطلاب بدوام كامل والطلاب في السنوات الأخيرة. إن تجزئة السوق إلى استخدام الخدمة في أوقات الذروة واستخدامها في غير أوقات الذروة شائع جدًا ويحدث مع الإمداد بالغاز والكهرباء والهاتف فضلًا عن العضوية في صالة الألعاب الرياضية ورسوم ركن السيارات. تفرض بعض مناطق ركن السيارات رسومًا أقل للمستهلكين الذين يصلون إلى مناطق الركن قبل الوقت المحدد.
(بعض هذه الأمثلة ليس «تمييز بحت في الأسعار»، أي أن السعر التفاضلي يتعلق بتكاليف الإنتاج: تعد التكلفة الحدية لتوفير الكهرباء أو مناطق ركن السيارات منخفضة جدًا خارج أوقات الذروة. يحفّز المستهلكون ليتحولوا إلى استخدام الخدمات في غير أوقات الذروة بنفس قدر تقليل التكاليف إلى الحد الأدنى من أجل مضاعفة الإيرادات إلى الحد الأقصى).